# De cero
Diego Gutiérrez
Demasiado Diego
(2006) Palante el Mambo!
(2018)
Singles
1. En la Luna de Valencia
Sortie : 2007

De cero est le premier album studio de l'auteur-compositeur-interprète cubain Diego Gutiérrez. Sa sonorité se meuvent dans le milieu du pop rock, le pop latin, la nueva trova et la musique cubaine. En 2007, il est nommé trois fois et récompensé deux fois du Cubadisco dans la « catégorie meilleure album de trova-pop-rock » et « meilleur clip vidéo » par son single En la Luna de Valencia.

## Production
Enregistré dans les Abdala Studios (La Havane, Cuba), avec une petite formation, De cero représente une embardée pour Diego Gutiérrez dans sa façon de présenter ses chansons. Composées dans sa totalité à la guitare et avec les nouveaux arrangements musicaux, les chansons ont obtenu un niveau supérieur d'expression musicale, qu'a constitué une agréable surprise pour ses partisans.
Elmer Ferrer et sa bande d'accompagnement ont alors apporté des sons rock, harmonies de jazz et une approche fraiche de Diego, qui ont contribué à l'accueil favorable de son premier album.

## Liste des chansons
Toutes les chansons sont écrites par Diego Gutiérrez.
| No  | Titre                  | Durée |
| --- | ---------------------- | ----- |
| 1.  | Próximo zarpazo        | 3:59  |
| 2.  | De vuelta              | 4:32  |
| 3.  | Mañana será            | 3:21  |
| 4.  | En la Luna de Valencia | 3:51  |
| 5.  | Siguiendo los cometas  | 3:52  |
| 6.  | Entre los flashes      | 2:44  |
| 7.  | Sabor salado           | 3:28  |
| 8.  | Adriana                | 2:52  |
| 9.  | Sin mi mitad           | 4:11  |
| 10. | Quién                  | 3:51  |
| 11. | Ostra                  | 4:04  |

## Crédits
- Voix, guitare acoustique, chœurs : Diego Gutiérrez
- Guitare électrique, guitare acoustique, chœurs : Elmer Ferrer
- Basse et chœurs : Juan Pablo Dominguez
- Batterie et chœurs : Amhed Mitchel
- Piano et claviers : Alexis Bosch
- Percussions : Francois Zayas
- Trompette : Alexander Abreu
- Chœurs : Rochy et Hakely Nakao
- Production musicale : Elmer Ferrer
- Production exécutive : Lecsy González
- Photos : Ivan Soca